# Opisthoxia chouyi
Opisthoxia chouyi är en fjärilsart som beskrevs av Thierry-mieg 1905. Opisthoxia chouyi ingår i släktet Opisthoxia och familjen mätare. Inga underarter finns listade i Catalogue of Life.